# La Reina (El Salvador)
La Reina è un comune del dipartimento di Chalatenango, in El Salvador.